# Kolonisering av Jupiter
Kolonisering av Jupiter kommer eventuellt stöta på många problem som hög strålning, kraftiga vindar och stark gravitation. Det största hindret är däremot troligen att Jupiter är en gasjätte vilket betyder att en bas där inte kan byggas på fast mark. Därför är en kolonisering av Jupiters stora månar eller en koloni i omloppsbana mer trolig, men det finns idéer om ballongliknande farkoster som skulle kunna flyga i Jupiters tjocka atmosfär. Dessutom kan Jupiters atmosfär utnyttjas för resurser.

## Europa

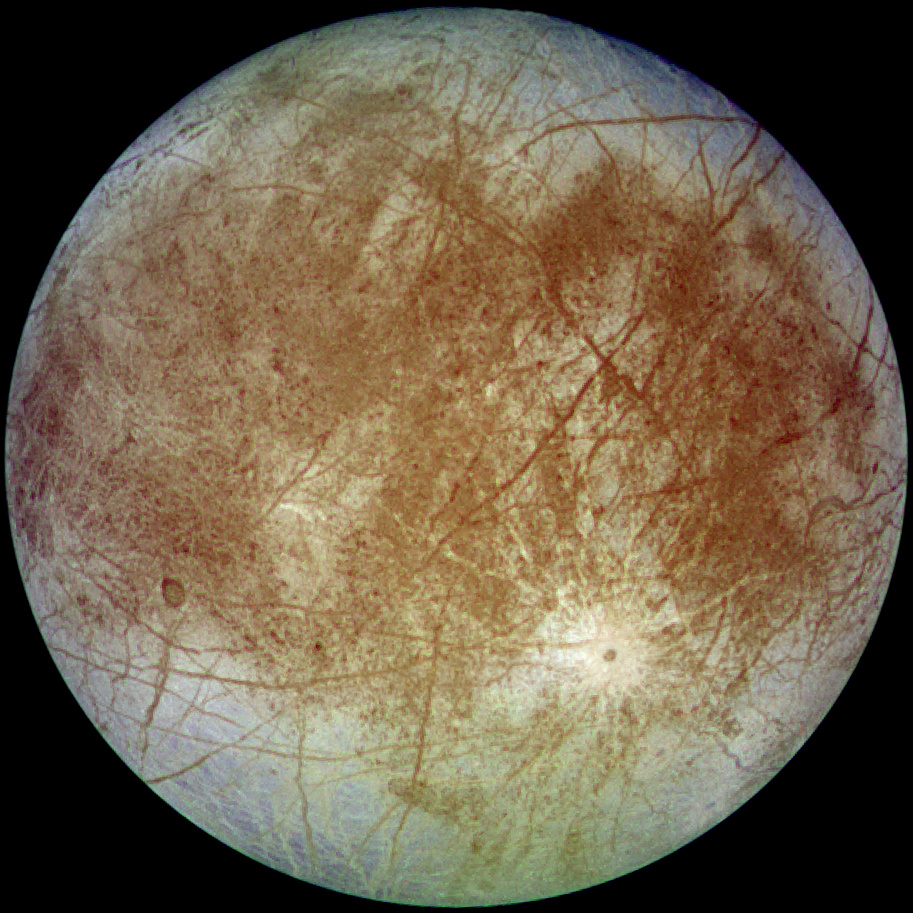
Europa, en möjlig plats för en koloni

Månen Europa är ett möjligt alternativ för kolonisation på grund av förekomst av flytande vatten, under ett tjockt lager is, och på grund av lägre strålningsnivåer än på Jupiter. Dessutom är Europa vetenskapligt intressant på grund av en möjlig förekomst av liv på månen.

## Io
Ett mindre sannolikt alternativ för kolonisation är Jupiters måne Io på grund av månens mycket aktiva geologiska aktivitet och den extrema torrheten på månen. Månen är mycket ogästvänlig.